# 韋斯特博克
韋斯特博克（荷蘭語：Westerbork，荷蘭語發音：[ˈʋɛstərˌbɔrk]）是荷兰德伦特省市镇中德倫特的一个村庄，韦斯特博克中转营曾位于此地。